# Katoen Natie

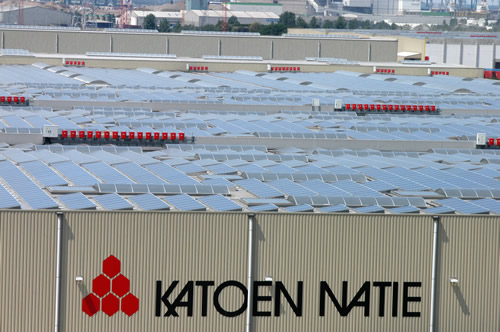

Katoen Natie ist ein belgisches Logistikunternehmen und Hafenbetreiber. Das im Jahre 1854 im Hafen von Antwerpen (Belgien) als Genossenschaft gegründete Unternehmen ist heute ein familiengeführtes Unternehmen. Der jährliche Umsatz von 2 Milliarden Euro wird von 18.000 Mitarbeitern erwirtschaftet.
Katoen Natie ist in folgenden Geschäftsfeldern tätig:
- Supply Chain Engineering
- Prozessmanagement
- Petrochemie
- Spezialchemie
- Konsumgüter und Industrie
- Hafenbetrieb
- Lagerhaltung
- Lebensmittel und Futter
- Siloreinigung
- Lagerung von Kunst

Die Dachgesellschaft der in 30 Ländern weltweit tätigen Firmengruppe ist die Katoen Natie Group S.A. mit Sitz in Luxemburg. In Deutschland ist Katoen Natie mit folgenden Tochterunternehmen mit Sitz in Gelsenkirchen und Betriebsstätten in Selfkant, Viernheim, Ludwigshafen und Wesseling aktiv:
- Katoen Natie Ruhr Logistik GmbH,
- Katoen Natie Wesseling Logistik GmbH
- J-Tec Schüttguttechnik GmbH
- Polymer Contractors Logistics GmbH
- Polymer Contractors Dormagen GmbH
- Polymer Contractors Wesseling GmbH